# Neoathyreus guyanensis
Neoathyreus guyanensis es una especie de coleóptero de la familia Geotrupidae.

## Distribución geográfica
Habita en la Guayana Francesa.